# Alstom

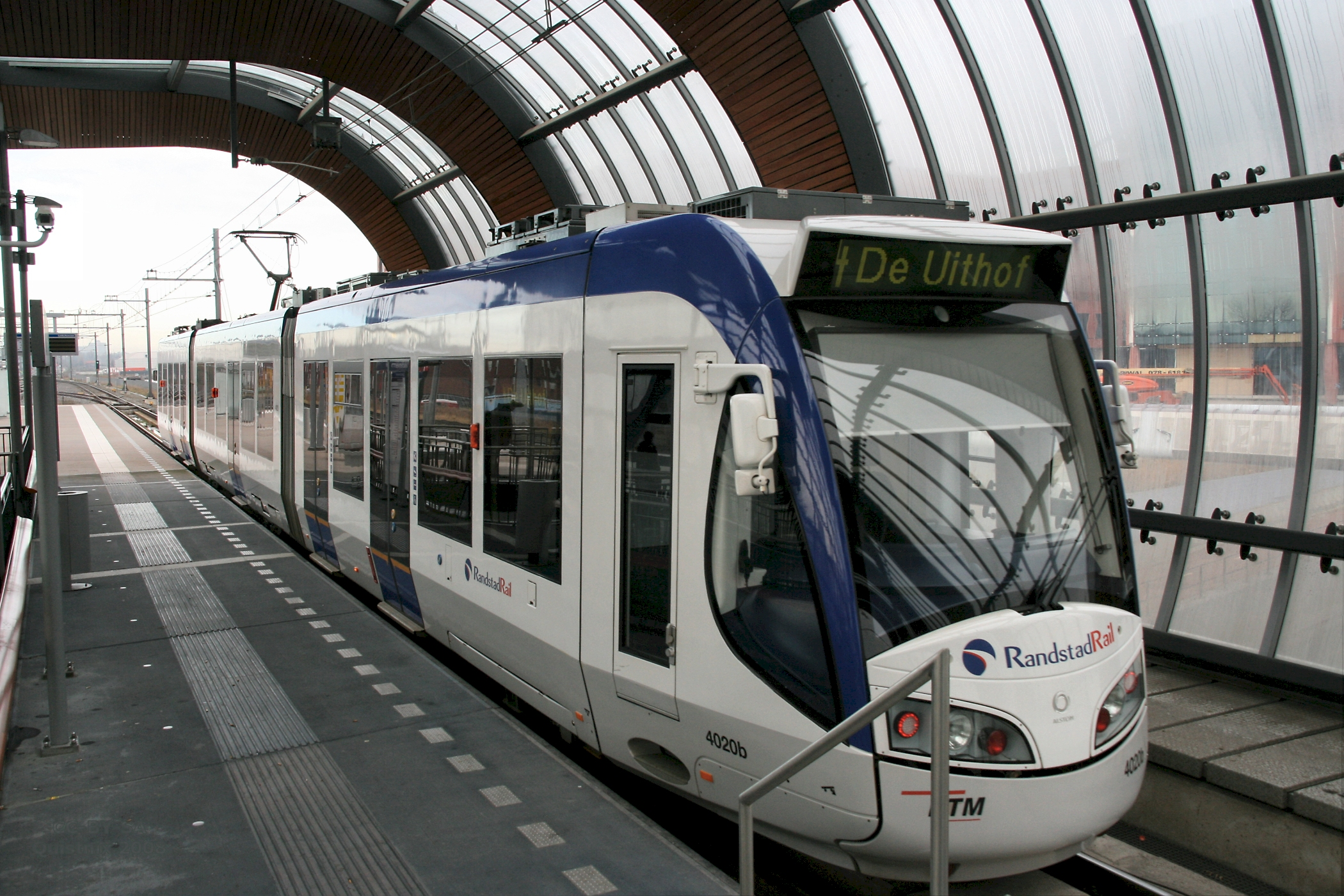
RegioCitadis – produkt serii Citadis firmy Alstom

Alstom – międzynarodowy koncern działający w sektorze niskoemisyjnego, zrównoważonego transportu. Jeden z globalnych prekursorów kolei dużych prędkości, a obecnie m.in. pociągów zasilanych wodorem oraz pociągów autonomicznych (ATO – ang. automatic train operation). Aktualne portfolio produktów Alstom obejmuje m.in. koleje dużych prędkości, pociągi metra, pociągi jednoszynowe oraz tramwaje, a także zintegrowane systemy i usługi w zakresie sterowania ruchem kolejowym (ang. signalling) oraz rozwiązania w zakresie mobilności cyfrowej. Na całym świecie w użyciu znajduje się obecnie około 150 tys. pojazdów Alstom.
Alstom jest największym producentem i eksporterem polskiego przemysłu kolejowego. Zatrudnia w Polsce ponad 4 tys. osób w 9 zakładach. Od 1997 roku łączna skala inwestycji Alstom w polskie zakłady przekroczyła 1 mld zł. Grupa bazuje na bogatej tradycji przemysłowej swoich zakładów, takich jak Pafawag (założony w 1833 roku we Wrocławiu), Konstal (założony w 1864 roku w Chorzowie) oraz ZWUS (założony w 1926 roku w Katowicach). Alstom wprowadził do Polski m.in. pierwsze pociągi dużych prędkości (Pendolino) oraz pierwszą sygnalizację ERTMS poziomu 2. Od 2000 roku w warszawskim metrze jeżdżą pociągi z rodziny Metropolis, produkowane przez Alstom m.in. w zakładzie w Chorzowie. Wyprodukowane przez zakłady Alstom w Polsce pojazdy szynowe oraz systemy automatyki kolejowej i infrastrukturalnej są eksploatowane w większości europejskich krajów, a także na Bliskim Wschodzie (m.in. pociągi metra w Dubaju i Rijadzie), w Azji, Afryce i Australii.
Nazwa firmy pochodzi od francuskiego regionu Alzacja (fr. Alsace) i Thomson (nazwisko inżyniera Elihu Thomsona). Główna siedziba Alstom znajduje się we Francji. W skali całego świata Alstom działa obecnie w 70 krajach i zatrudnia ponad 74 tys. pracowników. W roku podatkowym zakończonym 31 marca 2022 roku grupa kapitałowa odnotowała około 15,5 mld euro przychodów.

## Historia

### Alsthom
Przedsiębiorstwo powstało w 1928 roku z połączenia dwóch podmiotów:
- oddziału francuskiej firmy Société Alsacienne de Constructions Mécaniques(inne języki) zajmującej się produkcją lokomotyw,
- francusko-amerykańskiej spółki Thomson-Houston(inne języki), specjalizującej się w trakcji elektrycznej.
- W okresie poprzedzającym wybuch II wojny światowej firma Alsthom wybudowała w Stalowej Woli elektrownię termiczną o mocy 40 MW i w Rożnowie elektrownię wodną o mocy 50 MW.

### Alcatel – Alsthom
W 1976 roku firma Compagnie Générale d’Électricité de Nancy, która przejęła Alcatel 10 lat wcześniej, wchłonęła również Alsthom.

### GEC Alsthom
W 1988 roku doszło do fuzji przedsiębiorstwa z działem maszyn ciężkich brytyjskiego koncernu General Electric Company plc. Alcatel pozostał częścią GCE. GEC i CGE zdecydowały się skupić na swojej podstawowej działalności – elektronice wojskowej w przypadku GEC (nazwę zmieniono w 1999 roku na Marconi Plc) oraz telekomunikacji w przypadku Alcatela. Skutkiem tego obydwa przedsiębiorstwa pozbyły się większości (52%) udziałów w GEC Alsthom, zostawiając sobie po 24% akcji. Była to największa operacja wprowadzania spółki europejskiej na giełdę (nie licząc prywatyzacji). W ten sposób powstała niezależna spółka GEC Alsthom.

### Alstom
Obecną nazwę przedsiębiorstwo przyjęło w 1998 roku. Zmiana miała na celu ułatwienie wymowy tej nazwy we wszystkich krajach, gdzie koncern jest obecny. W 1999 roku Alstom utworzył wspólnie z ABB spółkę zależną ABB Alstom Power, zajmującą się systemami produkcji energii. Niedługo później Alstom przejął całość udziałów w tej spółce. W roku 2001 Alcatel pozbył się swojej części udziałów (24%) w Alstom. Spółka nękana od czasu wejścia na giełdę problemami z niewystarczającym kapitałem, później pogłębionymi kłopotami z turbinami gazowymi dużej mocy, znalazła się w bardzo trudnej sytuacji pod koniec 2004 roku. Z kłopotów wydobyła się dzięki wsparciu rządu Francji. 4 stycznia 2006 roku Alstom pozbył się swoich stoczni na rzecz międzynarodowego koncernu stoczniowego z siedzibą w Oslo – Aker Yards. W 2015 roku General Electric zakupiło część koncernu Alstom, przejmując między innymi zakłady w Elblągu produkujące turbiny i elementy stalowe wielkogabarytowe, w tym przęsła mostów. Od tego czasu Alstom skupia się na rozwoju technologii dla sektora kolejowego. W 2021 roku Alstom zakończył przejmowanie przedsiębiorstwa Bombardier Transportation.

## Produkty

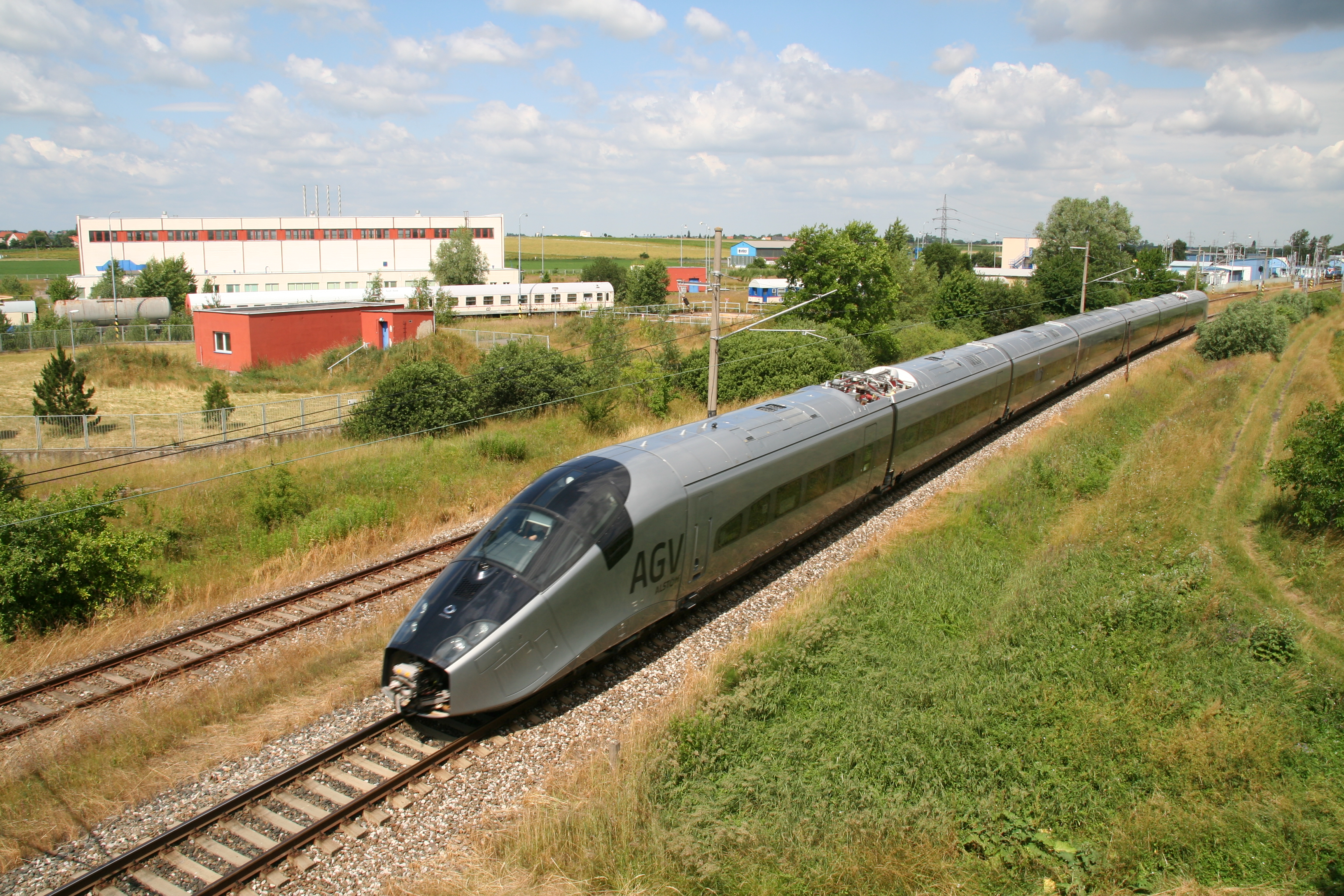
Skład dużych prędkości AGV na torze doświadczalnym w Velimiu, Czechy

- Pociągi dużych prędkości TGV, AGV, Pendolino
- Lokomotywy spalinowe i elektryczne z rodziny Prima, Traxx
- Pociągi metra Metropolis
- Pociągi Coradia, Adelante, X’trapolis, Twindexx
- Tramwaje Citadis
- Urządzenia i systemy sterowania ruchem kolejowym, stosowane we wszystkich rodzajach linii i pojazdów szynowych na całym świecie
- Autobusy elektryczne Aptis
- transatlantyk Queen Mary 2

Rekord prędkości maksymalnej pojazdu szynowego, wynoszący 574,8 km/h, został ustanowiony 3 kwietnia 2007 we Francji przez TGV V150. Konkurencją dla pociągów firmy Alstom są między innymi niemieckie Siemens Velaro oraz japońskie Shinkansen serii E955, produkowane na potrzeby Tajwanu i Chin (prędkość konstrukcyjna E955 podczas testów w 2007 wyniosła 405 km/h).
Alstom intensywnie rozwija technologie pociągów autonomicznych (ATO – ang. automatic train operation). Wyprodukowane przez Alstom autonomiczne pociągi są eksploatowane m.in. w metrze w Paryżu oraz na trasie do lotniska w Phoenix w USA. W 2022 Alstom zaprezentował w pobliżu miasta Breda w Holandii najwyższy stopień automatyzacji (GoA4) w lokomotywach manewrowych. Testy zostały przeprowadzone we współpracy z holenderskim zarządcą infrastruktury ProRail i belgijskim przewoźnikiem kolejowym Lineas.
Alstom jest też pionierem rozwoju pociągów zasilanych wodorem. W 2022 roku w Dolnej Saksonii, pomiędzy miastami Cuxhaven, Bremerhaven, Bremervörde i Buxtehude, zaprezentowano pierwszą na świecie trasę pasażerską, która będzie obsługiwana wyłącznie pociągami wodorowymi. Wykorzystywane na tej trasie pociągi spalinowe są stopniowo zastępowane zasilanymi wodorem pociągami regionalnymi Coradia iLint wyprodukowanymi przez Alstom i należącymi do Landesnahverkehrsgesellschaft Niedersachsen (LNVG).

## Alstom w Polsce

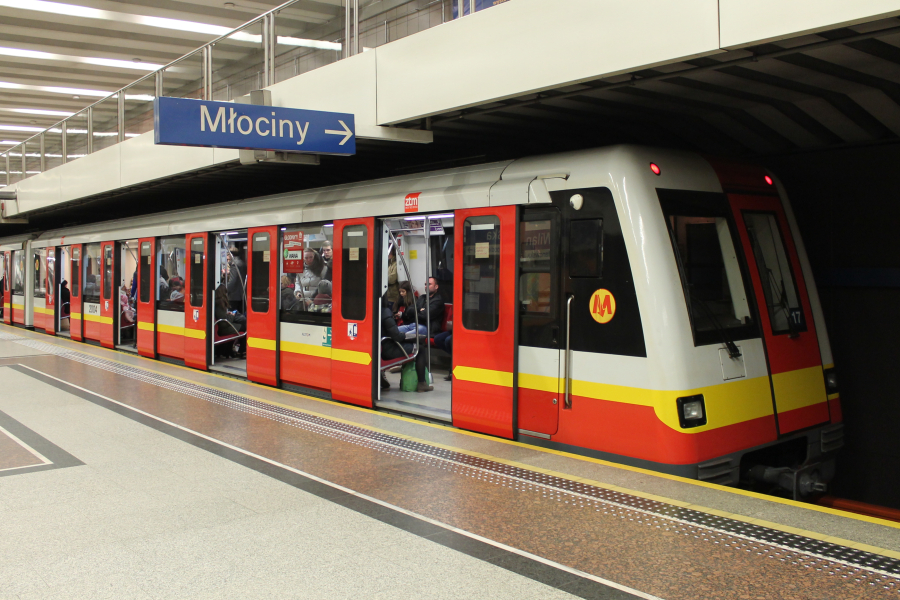
Skład Metropolis 98B dla Metra Warszawskiego

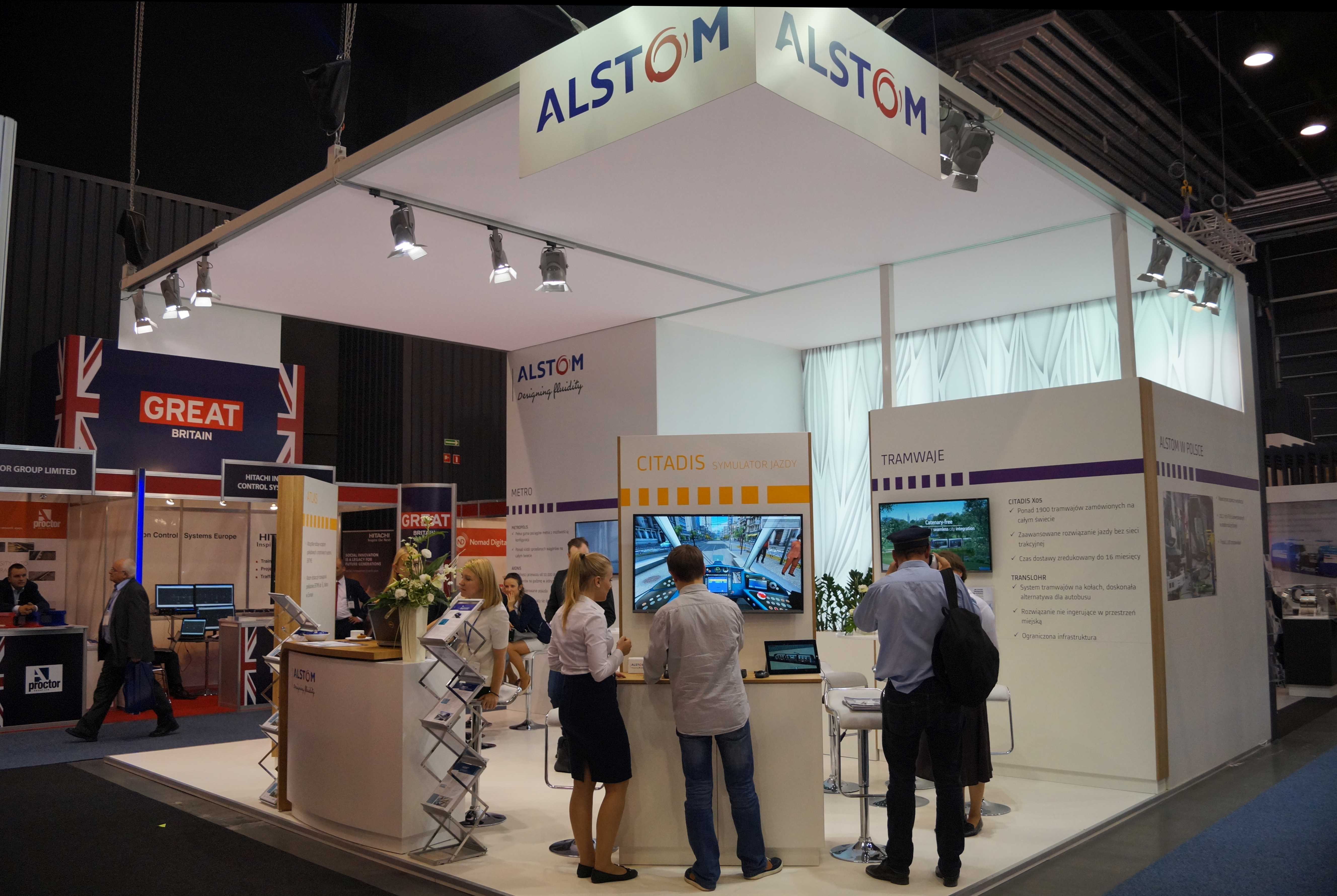
Prezentacja koncernu na targach Trako 2015

Alstom jest obecny w Polsce od 1997 roku. Od 2023 działa jako jedna spółka Alstom Polska S.A. z oddziałami w Warszawie, Chorzowie, Katowicach i Wrocławiu. Posiada zakłady produkcji taboru kolejowego i komponentów w Chorzowie, Wrocławiu, Świętochłowicach i Nadarzynie; zakład produkcji systemów sterowania ruchem kolejowym w Katowicach; oraz centra serwisowe Pendolino (Warszawa), Traxx i Twindexx (Warszawa) i Traxx (Toruń). Łącznie Alstom zatrudnia w Polsce ponad 4 tys. osób.
W Warszawie znajduje się też centrala Alstom na Europę Środkowo-Wschodnią.

### Zakład w Chorzowie
Największy zakład produkcji taboru kolejowego w strukturach Alstom w Polsce. W ramach międzynarodowej Grupy Alstom jest wiodącym zakładem oraz centrum kompetencyjnym, specjalizującym się w projektowaniu i produkcji m.in. pociągów metra i pociągów regionalnych, a także komponentów do transportu podmiejskiego i komunikacji miejskiej. Wyprodukowane w ostatnich latach przez chorzowski zakład składy są eksploatowane m.in. w Niemczech, Holandii, Włoszech, Francji, a także w Zjednoczonych Emiratach Arabskich (metro w Dubaju) i Arabii Saudyjskiej (metro w Rijadzie).
Zakład powstał w 1864 jako część Huty Królewskiej. Po II wojnie światowej, jako Chorzowska Wytwórnia Konstrukcji Stalowych Konstal, był głównym dostawcą tramwajów, taboru kolejowego oraz różnego rodzaju konstrukcji stalowych w Polsce. Od 1997 zakład działa jako Alstom Konstal. Obecnie zatrudnia około 2 tys. osób.

### Zakład we Wrocławiu
Zakład specjalizuje się w produkcji lokomotyw oraz pojazdów pasażerskich, produkuje również nadwozia do pociągów dużych prędkości oraz ramy wózków do różnego typów pojazdów szynowych. We Wrocławiu powstały m.in. nadwozia i ramy wózków dla pociągów dużych prędkości ICE4, nadwozia lokomotyw Traxx 3 DC/AC/MSl i ALP Dual Power, ramy wózków Flexx Power Universal i wózki Flexx Eco i Compact. W 2022 w zakładzie uruchomiono nowoczesną linię spawania aluminium.
Zakład powstał w 1833 i jest jednym z najstarszych zakładów produkcji taboru kolejowego w Europie. Do 1997 działał jako Państwowa Fabryka Wagonów (Pafawag), specjalizował się w produkcji elektrowozów, elektrycznych zespołów trakcyjnych i wagonów kolejowych. W strukturach Alstom w Polsce od 2021. Obecnie zatrudnia ponad 1 tys. pracowników.

### Zakład w Katowicach
Jeden z największych w Europie producentów systemów i urządzeń sterowania ruchem kolejowym. Zakład wdrożył ponad 200 konwencjonalnych komputerowych systemów sterowania ruchem, ponad 100 systemów urządzeń pokładowych ETCS, 30 lokalnych centrów sterowania, ponad 700 systemów blokady liniowej, ponad 1700 systemów sygnalizacji przejazdowej, a także systemy bezpieczeństwa i automatyki dla ruchu metra w Warszawie i Pradze. Jako pierwszy w Polsce zaimplementował na 9 polskich liniach system ERTMS poziomu 2.
Zakład powstał w 1926 jako Zachodnio-Polska Budowa Telefonów (Zapotel). Po II wojnie światowej działał jako Zakłady Wytwórcze Urządzeń Sygnalizacyjnych (ZWUS). Od 2021 w strukturach Alstom w Polsce jako Alstom ZWUS. Zatrudnia prawie 1 tys. pracowników.

### Dawne zakłady i oddziały
Do roku 2015, tj. do czasu nabycia sektora energetycznego przez GE, Alstom w Polsce był reprezentowany także przez Alstom Power Sp. z o.o. w Warszawie z oddziałami we Wrocławiu i Elblągu oraz biurem w Łodzi (producent turbin parowych i gazowych, generatorów oraz odlewów turbinowych i okrętowych) oraz Alstom Power Flowsystems (producent rurociągów preizolowanych).
W okresie II Rzeczypospolitej dyrektorem oddziału przedsiębiorstwa „Als-Thom” w Polsce, z siedzibą przy ulicy Dworcowej 16 w Katowicach, był mjr inż. Maryan Esman.